# The Endless Season
The Endless Season es el quincuagésimo quinto álbum de estudio del grupo alemán de música electrónica Tangerine Dream. Publicado en diciembre de 2010 por el sello Eastgate destaca por ser la quinta y última entrega de la serie de álbumes conceptuales The Five Atomic Seasons inspirados por los bombardeos atómicos de Hiroshima y Nagasaki de 1945.

## Producción

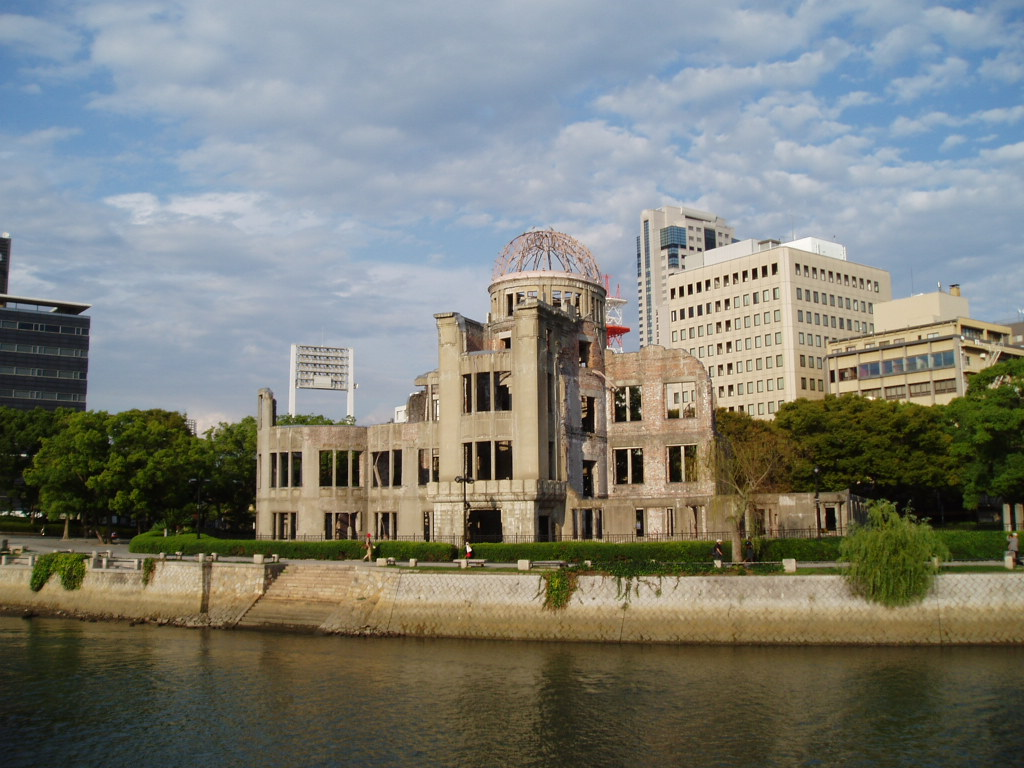
Panorámica del Monumento de la Paz de Hiroshima (Japón)

Grabado en los estudios Eastgate durante 2010 The Endless Season es la quinta y última entrega de la serie de álbumes de encargo integrados por Springtime In Nagasaki (2007), Summer In Nagasaki (2007), Autumn In Hiroshima (2008) y Winter In Hiroshima (2009). Como en otros álbumes de la serie está compuesto e interpretado prácticamente de manera íntegra por Edgar Froese a excepción de una breve participación del guitarrista Bernhard Beibl en la canción «The Seven Barriers».  
El álbum incluye un libreto de 8 páginas a cargo de Bianca F. Acquaye, algo poco frecuente en la trayectoria del grupo, que describe los eventos sucedidos al mecenas del proyecto. Identificado como Mr. H. T., decidió contratar al grupo tras descubrir su música a través del promotor japonés de las giras realizadas en Japón por Tangerine Dream a principios de los años 80, este último álbum de la pentalogía desarrolla sus vivencias personales una vez superadas las dolorosas vivencias tras los bombardeos atómicos. El libreto además incluye anotaciones y fotografías de paisajes japoneses.

"Incluso después del peor escenario que le sucedió a las dos ciudades japonesas, Nagasaki e Hiroshima, hay una vida después de tanto sufrimiento de dolor y pena."
Eastgate Music Shop (2011) 

## Lista de temas
| N.º   | Título                    | Escritor(es) | Duración |  |
| 1.    | «Flashback»               | Edgar Froese | 1:15     |  |
| 2.    | «Devotion»                | Edgar Froese | 9:18     |  |
| 3.    | «Virtue Of Hope»          | Edgar Froese | 4:37     |  |
| 4.    | «Escape»                  | Edgar Froese | 6:36     |  |
| 5.    | «The Seven Barriers»      | Edgar Froese | 8:28     |  |
| 6.    | «Logic Of Intuition»      | Edgar Froese | 6:40     |  |
| 7.    | «Shunyata»                | Edgar Froese | 6:30     |  |
| 8.    | «Restless Mind»           | Edgar Froese | 5:23     |  |
| 9.    | «Wild Ocean Of Blue Fate» | Edgar Froese | 7:44     |  |
| 10.   | «Breaching Sky»           | Edgar Froese | 4:07     |  |
| 11.   | «Morphing»                | Edgar Froese | 4:03     |  |
| 64:37 |                           |              |          |  |

## Personal
- Edgar Froese - teclados, secuenciadores, programación, percusiones, guitarra, producción y diseño de portada
- Bernhard Beibl - guitarra en «The Seven Barriers»
- Christian Gstettner - ingeniero de grabación
- Harald Pairits - masterización
- Wolf Teleman - asistente
- Bianca F. Acquaye - producción ejecutiva, libreto y diseño de portada